# ムサシ中野
ムサシ中野（ムサシ なかの、1945年2月26日 - 1996年7月）は、日本の元プロボクサー。本名は中野 勝也。元東洋太平洋ウェルター級チャンピオン。

## 略歴
朝鮮総督府の警官を父として、韓国ソウル市に生まれる。終戦後日本へ引き揚げてきたが、父母と死別、孤児となる。祖父も剣道の達人だったという武道家の血筋からか、剣道、柔道、空手などを学んだ後、四日市工業高校時代にボクシングと出会う。アマの試合で3戦3勝の成績を残し、高校を中退してプロの道へ。
笹崎ボクシングジムに入門し、1963年デビュー。剣道で馴染んだ右手・右足前の構えを取るため、本来右利きでありながらサウスポーとなる（コンバーテッドサウスポー）。デビュー以来3引分けを挟んで11連勝、そして1965年の釘沢政勝戦から始まる12連続KO勝ちの日本記録を樹立するなど、その右フックの強打は破壊的な威力を誇った。
1967年1月8日、東洋太平洋ウェルター級タイトルに挑戦、時のチャンピオンで元ムエタイの英雄アピデス・シチランを3回でKO、見事王座を奪取。初防衛を果たした後の同年8月8日、世界挑戦権を賭けてアメリカの強豪アーニー・ロペスと対決したが、ロペスの強烈な右ストレートの前に3回KOに敗れた。その後東洋王座は更に3度の防衛を果たしたものの、目を患いチャンピオンのまま引退した。
※ボクシングファンのMAOMIEのHP『MAOMIEの拳闘天国』　忘れ得ぬ戦士たち（19）に詳しい記述あり。これによれば96年7月他界。

## 通算戦績
43戦35勝（24KO）5敗3引分け